# Босави
Босави — потухший вулкан, расположен в центральной части острова Новая Гвинея, в провинции Саутерн-Хайлендс, в Папуа — Новая Гвинея.
Босави имеет форму кальдеры, высотой 2507 метров. Ширина кальдеры около 4 километров, глубина около 1 километра. В кальдере живут различные эндемики. В 2006 году территория кальдеры и близлежащей местности вошла в состав парка Суламеси и является номинантом на один из объектов, который хотят включить в список Всемирного наследия Юнеско под названием Район бассейна реки Кикори/Плато папуас. Потухший вулкан был активен в эпоху плейстоцена и последний раз извергался по одним данным 200 000 лет назад, по другим 500 000.